# Funkcja metajęzykowa języka
Funkcja metajęzykowa – funkcja wypowiedzi polegająca na wykorzystywaniu języka do mówienia o samym języku (język staje się zarówno narzędziem, jak i celem komunikacji). Może również służyć do opisywania lub parafrazowania przy użyciu danego języka wyrażeń innego języka.
Funkcja metajęzykowa przejawia się w sformułowaniach takich jak „«Bratysława» to słowo rodzaju żeńskiego, ma cztery sylaby”, „Wyraz «serce» może mieć kilka znaczeń”. Obecna jest w definicjach słownikowych, wyjaśnieniach terminologicznych i przy parafrazowaniu znaczeń słowotwórczych. Charakterystyczną cechą komunikatów metajęzykowych jest zastosowanie eksplikacyjnych środków językowych i obecność terminów z zakresu komunikacji językowej i lingwistyki.
Mianem metajęzyka określa się użycie języka mające na celu badanie określonego języka przedmiotowego. W nieco innym znaczeniu metajęzyk to terminologia używana przez osoby specjalizujące się w pewnej dziedzinie, np. terminologia lingwistyczna, literaturoznawcza, fizyczna itp.
Funkcję metajęzykową języka zauważył już grecki filolog Apollonios Dyskolos, który wyróżniał zaimki wskazujące, czyli takie odnoszące się do realiów pozajęzykowych, oraz zaimki anaforyczne, opisujące relacje wewnątrzjęzykowe.